# Mengücek

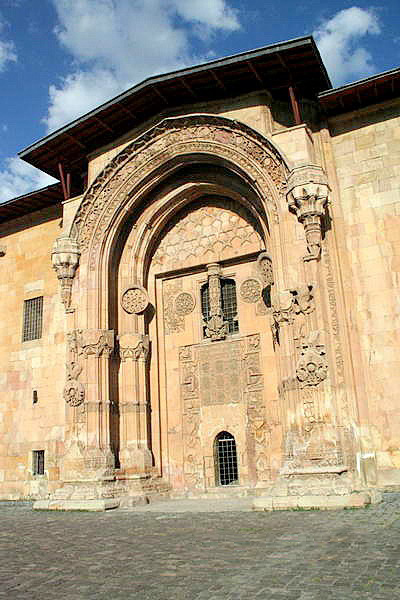
Divriği-Moschee

Mengücek (auch Mengüçlü oder Mengujek) war ein türkisches Beylik in Anatolien, das nach der Schlacht von Manzikert (1071) entstand. Die nach ihrem Gründer Mengücek Gazi benannte Dynastie beherrschte bis ins 13. Jahrhundert ein Gebiet am oberen Euphrat.

## Ausdehnung
Die Mengücek-Dynastie beherrschte die Gebiete von Erzincan, Kemah, Şebinkarahisar und Divriği im 12. und 13. Jahrhundert. Östlich grenzten die Saltukiden, westlich zunächst die Danischmenden, später die Rumseldschuken, im Norden das Kaiserreich Trapezunt und im Süden die Ortoqiden an.

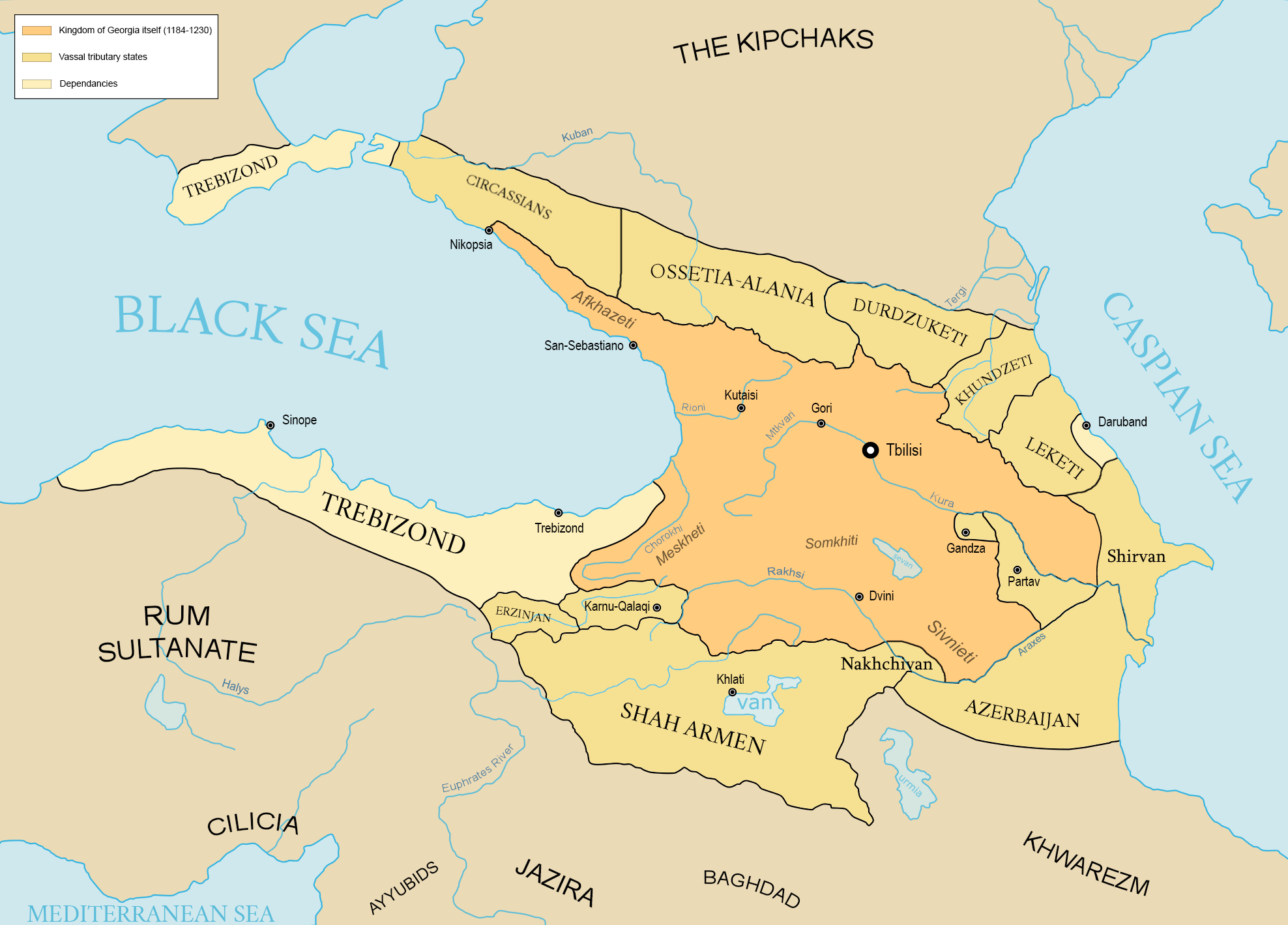
Das Gebiet der Mengücek ist auf der Karte mit Erzinjan bezeichnet

## Geschichte
Es ist wenig über den Gründer des Beyliks namens Mengücek Gazi bekannt. Er war wahrscheinlich einer der Generäle, die vom Seldschukenherrscher Alp Arslan gesandt wurden, um die anatolischen Gebietsgewinne nach der Schlacht von Manzikert zu sichern. Um 1080 ließ er sich in der Region nieder, sein Hauptquartier war Kemah.
Das Beylik wurde später nach dem Tod seines Sohnes Emir İshaks in 1142 in zwei Linien aufgeteilt, deren Hauptstädte Erzincan und Divriği waren. Die Linie in Erzincan wurde 1228 von den Rum-Seldschuken unter Kai Kobad I. unterworfen, während die Linie in Divriği 1277 von den Ilchanen unterworfen wurde. Unter der langen Herrschaft Fahrettin Behramschahs wurde Erzincan zu einem Kulturzentrum. In Erzincan wirkten bekannte Dichter wie Nezāmi, Chaqani und Abd al-Latif al-Baghdadi.

## Divriği-Moschee
Die Mengücek werden vornehmlich wegen ihrer Monumente in Divriği gewürdigt. Die Divriği-Moschee wurde 1228 von Ahmetschah erbaut. Das angrenzende Krankenhaus (Darüşşifa) wurde in demselben Jahr durch Turan Melek Sultan, Tochter des Herrschers von Erzincan Fahreddin Behramschah, errichtet. Beide Gebäude wurden durch die UNESCO in die Liste des UNESCO-Welterbes aufgenommen.

## Herrscher von Mengücek
- Mengücek Gazi (1072–1118)
- İshak (1118–1142)

Linie von Erzincan:
- Davudschah (1142–1162)
- Süleymanschah (1151–1162)
- Fahrettin Behramschah (1162–1225)
- Alaeddin Davudschah II. (1225–1228)

Linie von Divriği:
- Süleyman (1142–1162)
- Şahinschah (1162–1198)
- Süleyman II (1198–1227)
- Ahmetschah (1227–1251)
- Melik Salih (1251–1277)